# Pavarana
Pavarana is een belangrijke feestdag in het boeddhisme, en markeert het einde van de vassa, de traditionele observatie van het regenseizoen door boeddhistische monniken. Het valt gewoonlijk op de volle maan van oktober.
Op pavarana-dag komen de monniken samen, en nodigen elkaar uit voor kritiek of commentaar op elkaars gedrag gedurende de voorgaande 3 maanden. Het is de laatste mogelijkheid om iemands gedrag gedurende de vassa te bekritiseren; na de pavarana behoort men het verleden het verleden te laten.
Pavarana is een traditie die door Gautama Boeddha zelf ingesteld is en vervolgens in de Vinaya opgenomen is. Het is gericht op harmonie en wederzijdse correctie in de monastische Sangha. Het wordt tegenwoordig slechts in de Theravada traditie van het boeddhisme geobserveerd.
Veel mensen komen naar de boeddhistische tempels en kloosters (ook wel wat genoemd) op pavarana-dag, om giften aan de Sangha te geven en haar zo te ondersteunen. In veel Theravada landen (bijvoorbeeld Thailand, Sri Lanka en Myanmar, Cambodja, Laos) is het ook een nationale feestdag.